# 海上見聞錄
《海上見聞錄》為記載鄭成功、鄭經、鄭克塽三世延平王的史書，作者為南明福建同安人阮旻錫，此書是研究南明及鄭氏政權的重要史料。
本書共二卷，舊題「鷺島道人夢葊輯」，據朱希祖考證為阮旻錫所著。書中採編年體，卷一起於甲申（崇禎十七年、順治元年，1644年），終於己亥（順治十六年、海上稱永曆十三年，1659年）。卷二起於庚子（順治十七年、永曆十四年，1660年），終於癸亥（康熙二十二年、永曆三十七年，1683年）。

## 內容與特色
本書雖撰於清初，然而書中稱鄭成功為「賜姓」，鄭經為「世藩」。稱南明諸王及臺灣政權為「海上」，稱鄭氏抗清之兵為「海兵」，不用「偽」、「逆」等字眼，顯示出作者的政治立場及意識型態。
與楊英的《先王實錄》相較，《海上見聞錄》在一些紀錄上並無「諱而不言」的情況。如鄭成功殺其族兄鄭聯一事，在《海上見聞錄》中「直書不諱」。此外因阮旻錫為明朝大學士曾櫻之門人，因此對永曆五年（1651年）清軍攻陷廈門後，曾櫻殉節及身後之事，有所詳述記錄，被視為可補足《明史》本傳中不足之處。